# Ante Sarić
Ante Sarić (n. 17 iunie 1992, Zadar) este un fotbalist croat care evoluează pentru echipa croată NK Metalleghe-BSI pe postul de fundaș.